# 1900 a filmművészetben

## Magyar filmek
Ebben az évben még nem készültek magyar filmek.

## Filmbemutatók
- Sherlock Holmes Baffled
- Les deux aveugles, rendezte Georges Méliès
- L'homme orchestre (Georges Méliès)

## Születések
| Hónap      | Nap | Név                        | Szakma                                 | Meghalt |
| Január     | 1   | Mildred Davis              | színésznő                              | 1969    |
| Január     | 2   | William Haines             | színész                                | 1973    |
| Január     | 22  | Ernst Busch                | színész, énekes                        | 1980    |
| Január     | 30  | Martita Hunt               | színésznő                              | 1969    |
| Február    | 8   | Ivan Petrovics Ivanov-Vano | animációsfilm-rendező, forgatókönyvíró | 1987    |
| Február    | 16  | Albert Hackett             | forgatókönyvíró                        | 1995    |
| Február    | 16  | Vincent Coleman            | színész                                | 1971    |
| Február    | 17  | Ruth Clifford              | színésznő                              | 1998    |
| Február    | 21  | Jeanne Aubert              | színésznő                              | 1988    |
| Február    | 22  | Luis Buñuel                | forgatókönyvíró, rendező               | 1983    |
| Február    | 26  | Jean Negulescu             | rendező                                | 1993    |
| Március    | 3   | Edna Best                  | színésznő                              | 1974    |
| Március    | 8   | Patkós Irma                | színésznő                              | 1996    |
| Április    | 5   | Spencer Tracy              | színész                                | 1967    |
| Április    | 19  | Alekszandr Lukics Ptusko   | filmrendező                            | 1973    |
| Május      | 18  | Wolfgang Heinz             | színész, rendező                       | 1984    |
| Május      | 24  | Eduardo De Filippo         | színész, filmrendező, forgatókönyvíró  | 1984    |
| Június     | 30  | Szabó Ernő                 | színész                                | 1966    |
| Július     | 3   | Alessandro Blasetti        | filmrendező, forgatókönyvíró           | 1987    |
| Július     | 10  | Evelyn Laye                | színésznő                              | 1996    |
| Július     | 20  | Hajmássy Miklós            | színész                                | 1990    |
| Július     | 22  | Andai Ernő                 | színész, író                           | 1979    |
| Július     | 27  | Charles Vidor              | rendező                                | 1959    |
| Augusztus  | 5   | Leonard Buczkowski         | színész, filmrendező, forgatókönyvíró  | 1967    |
| Augusztus  | 19  | Colleen Moore              | színésznő                              | 1988    |
| Szeptember | 13  | Gladys George              | színésznő                              | 1954    |
| Október    | 9   | Alistair Sim               | színész                                | 1976    |
| Október    | 10  | Helen Hayes                | színésznő                              | 1993    |
| Október    | 15  | Fritz Feld                 | színész                                | 1993    |
| Október    | 15  | Mervyn LeRoy               | rendező                                | 1987    |
| Október    | 17  | Jean Arthur                | színésznő                              | 1991    |
| November   | 5   | Natalie Schafer            | színésznő                              | 1991    |
| December   | 6   | Agnes Moorehead            | színésznő                              | 1974    |
| December   | 10  | Joó Rózsi                  | színésznő                              | 1979    |
| December   | 16  | Kalmár László              | rendező                                | 1980    |
| December   | 17  | Katína Paxinú              | színésznő                              | 1973    |
| December   | 22  | Marc Allégret              | filmrendező, forgatókönyvíró           | 1974    |